# USS Savannah (1842)
Pour les autres navires du même nom, voir USS Savannah.
Le second USS Savannah était une frégate de l'United States Navy. Ce navire a été baptisé à Savannah en Géorgie.